# Pepsi & Shirlie

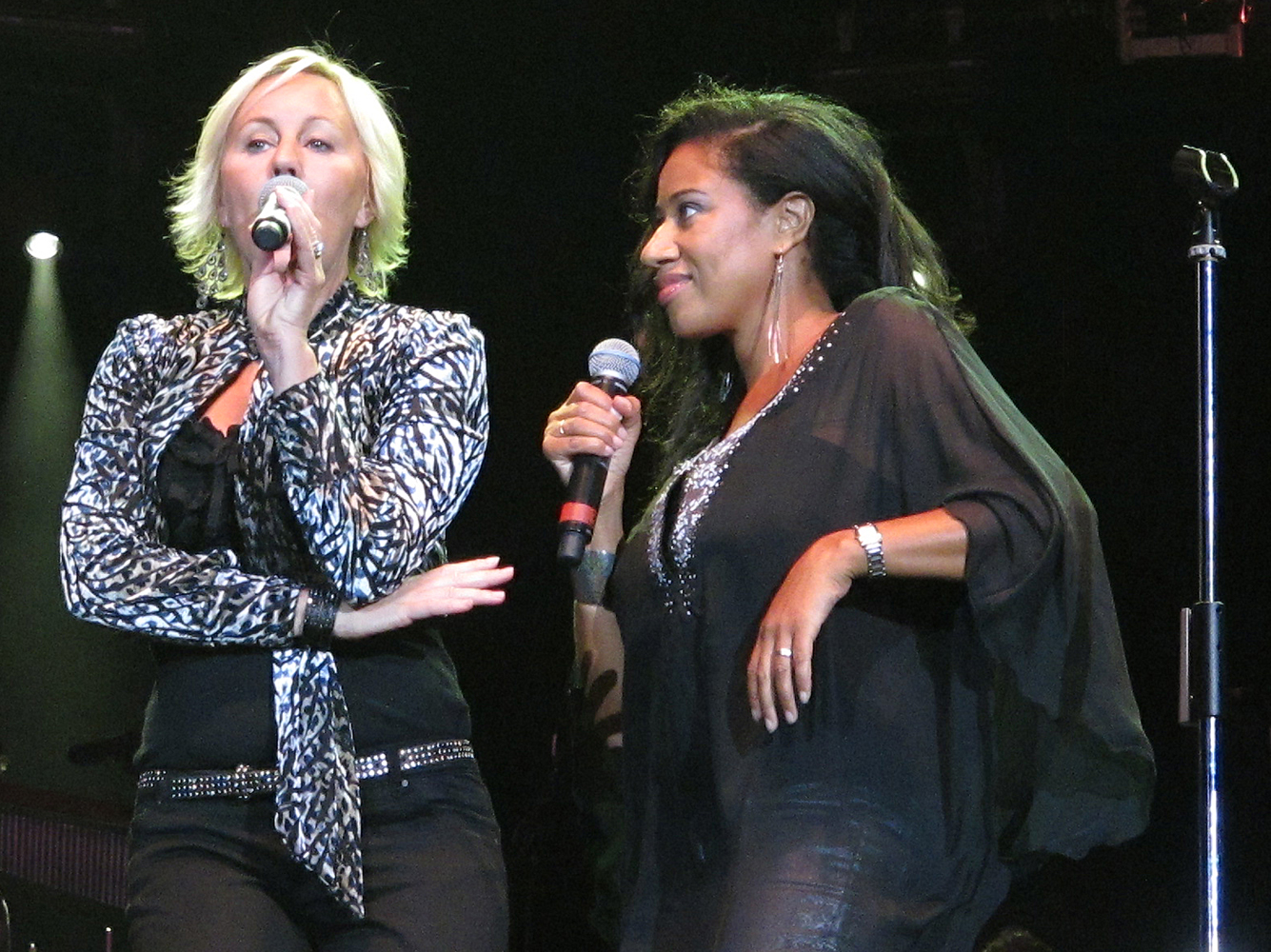
Pepsi & Shirlie, 25 juni 2011

Pepsi & Shirlie waren de achtergrondzangeressen Helen "Pepsi" DeMacque (10 december 1958, Paddington, Londen) en Shirlie Holliman (18 april 1962, Watford, Hertfordshire) van het populaire Britse popduo Wham! uit de jaren 80. Ze waren ook vaak te zien in de clips van Wham!.
Na het uiteenvallen van Wham! scoorde het duo op eigen kracht enkele hits, waarvan "Heartache" de grootste was.
Pepsi heeft daarna nog getoerd met Mike Oldfield, toen Maggie Reilly de band verlaten had. Shirley trouwde in 1988 met Martin Kemp, acteur en voormalig bassist van Spandau Ballet en woont in Londen.

## Discografie

### Singles
| Single met eventuele hitnotering(en) in de Nederlandse Top 40 | Datum van verschijnen | Datum van binnenkomst | Hoogste positie | Aantal weken | Opmerkingen |
| ------------------------------------------------------------- | --------------------- | --------------------- | --------------- | ------------ | ----------- |
| Heartache                                                     |                       | 07-02-1987            | 2               | 11           | Alarmschijf |
| Goodbye stranger                                              |                       | 27-06-1987            | 35              | 3            |             |